# Leamington Football Club
Leamington Football Club es un club de fútbol basado en Leamington Spa, Warwickshire, Inglaterra. Actualmente, son miembros de la National League North, la sexta división del Fútbol Inglés, y juegan de local en el New Windmill Ground, cerca de Bishop's Tachbrook.

## Historia
El club fue establecido en 1933 como el club de trabajadores de Lockheed Borg & Beck, obteniendo el apodo "The Brakes" (Los Frenos) debido a los productos manufacturados por la empresa. Ellos inicialmente jugaban en Warwick & District League antes de unirse a la Coventry Works League para la temporada 1934-35. En 1940 el club fue transferido a la Leamington & District League, pero regresó a la Coventry Works League dos años más tarde. En 1944 cambiaron de liga otra vez, volviéndose miembros de la Coventry & District League. En 1947 el club fue renombrado Lockheed Leamington cuando se unieron a la Central Amateur League. Después de finalizar en tercer lugar dos veces, el club se unió a la Birmingham Combination en 1949. En 1954 la liga fue disuelta y como la mayoría de los otros clubes, Leamington se unió a la Birmingham & District League. Colocado en la División Sur para una temporada de transición, ellos fueron los subcampeones de la división, ganándose un sitio en Division One para la siguiente temporada. En 1960 la liga fue reducida a una sola división y el club fue campeón en la temporada 1961-62.

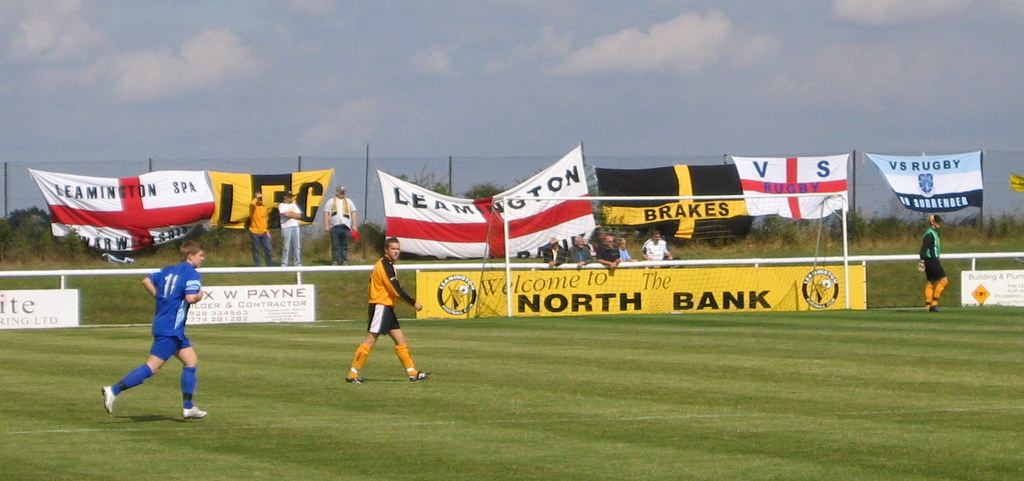
La afición de Leamington FC exhibe sus banderas en New Windmill Ground

La Birmingham & District League fue renombrada a West Midlands (Regional) League en 1962 y Leamington reafirmó su título de liga en la temporada 1962-63 y después se unió a la Midland League. Después de finalizar terceros en su primera temporada, ellos ganaron el título de la Midland League en la temporada 1964-65. El club siguió en la liga hasta 1971, cuando se cambiaron a la Division One North de la Southern League. Cuando Lockheed fue renombrado a Automotive Products en 1973, el club de fútbol fue renombrado a AP Leamington. En su primera temporada bajo el nuevo nombre, el club ganó la Copa de la Liga de la Southern League. En 1974-75 alcanzaron la primera ronda de la FA Cup por primera vez en su historia, perdiendo de local 1-2 contra Southend United. Otra aparición en la primera ronda terminó con una derrota 2-3 en casa contra Stafford Rangers con una asistencia récord de 3.200 personas. El club terminó la temporada como subcampeones de la Division One North, ganando el ascenso a la Premier Division.
En la FA Cup de 1977-78 Leamington alcanzó la segunda ronda después de vencer a Enderby Town 6-1 en la primera ronda y en la segunda ronda fueron sorteados contra Southend. El primer juego en Windmill Ground terminó en un empate 0-0 y el club perdió 0-4 en el replay en Roots Hall. Alcanzaron la segunda ronda otra vez en la siguiente temporada, perdiendo 0-1 en casa contra Torquay United. Sin embargo, terminar en el séptimo lugar en la liga fue suficiente para unirse a la recién creada Alliance Premier League, la división nacional de "non-league football". El club tuvo problemas en la nueva liga, finalizando en los últimos cinco en sus primeras dos temporadas, antes de finalizar últimos en la liga en la temporada 1981-82, lo que resultó en un descenso a la Southern League Premier Division. Aunque ganaron la Southern League la temporada siguiente, se le negó el ascenso al club debido a que el Windmill Ground no cumplía con los criterios de infraestructura del estadio de la Alliance Premier League.
La temporada 1983-84 vio a Leamington alcanzar otra vez la primera ronda de la FA Cup, perdiendo 0-1 contra Gillingham, en la liga, ganaron la Copa de la Liga y la Copa de Campeones. Sin embargo, el club finalizó en el último puesto de la Premier Division en 1984-85 y descendieron a la Midland Division, en este punto el "AP" ya no estaba en el nombre del club, quedándose solo como "Leamington". En las dos siguientes temporadas, el club finalizó en los últimos dos de la tabla, al final de la segunda el club descendió a la Midland Combination Premier Division. Después de perder su estadio, el club entró en suspensión al final de la temporada 1987-88.
En el 2000 el club fue reactivado, uniéndose a la división dos de la Midland Combination. Ganaron la división dos en el primer intento, y fueron subcampeones de la división uno la temporada siguiente, ganando el ascenso a la Premier Division. Después siguió el tercer puesto en la temporada 2002-03, el club fue subcampeón en la temporada 2003-04 y ganó la liga la temporada siguiente, ganando el ascenso a la Midland Alliance. En 2005-06 llegaron por primera vez desde su reaparición a la primera ronda de la FA Cup, eventualmente perdiendo 1-6 contra Colchester United. El club ganó la Midland Alliance la temporada siguiente, también ganaron la Copa de la Liga, y fueron promovidos a Division One Midlands en la Southern League. Su primera temporada en la Southern League los vio terminar como subcampeones, calificando para los play-offs de ascenso, después de vencer a 1-0 a Rushall Olympic en las semifinales, el club perdió 1-2 contra Stourbridge en la final. Sin embargo, ganaron la Division One Midlands en la temporada 2008-09 y ascendieron a la Premier Division.
Leamington terminó quinto en la Premier Division en 2010-11, pero perdieron 1-3 contra Hednesford Town en las semifinales de la eliminatoria. Dos temporadas más tarde fueron campeones de la Southern League, ganado el ascenso a la Conference North. Después de finalizar en el trigésimo lugar en su primera temporada, el club terminó la temporada 2014-15 en la zona de descenso y descendieron de vuelta a la Southern League. Ellos finalizaron en el quinto puesto en la temporada 2015-16 y llegaron a la final de los play-offs después de vencer a Redditch United 3-1 en penaltis, sin embargo, perdieron la final 1-2 contra Hungerford Town. La siguiente temporada los vio finalizar como subcampeones de la Premier Division, y después de vencer a Slough Town 1-0 en las semifinales del playoff, vencieron a Hitchin Town 2-1 en la final para obtener el ascenso a la renombrada National League North.  

## Estadio

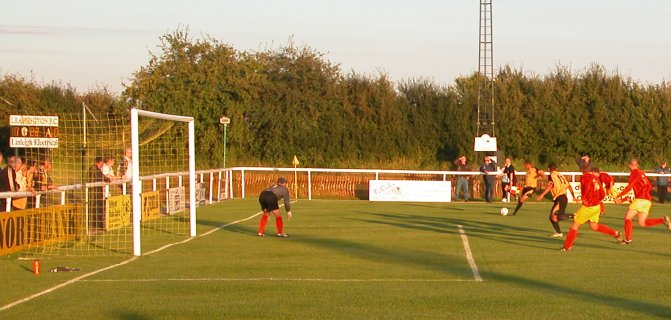
Leamington vs Banbury en New Windmill Ground, North Bank End

El club inicialmente jugaba en Tachbrook Road, que fue más tarde renombrado a Windmill Ground, como el adyacente Windmill Pub. El estadio había sido previamente usado por Leamington Town, pero había sido vendido a Coventry City por 1.739 libras esterlinas cuando el club colapsó en 1937, Coventry lo usó para su equipo "A". Sin embargo, el estadio fue comprado por Lockheed después de la Segunda Guerra Mundial y se construyeron terrazas para complementar la terraza de asientos existente. Reflectores fueron instalados en 1965, siendo previamente utilizadas en Maine Road. La capacidad fue gradualmente expandida a 5.000, de los cuales 1.660 estaban bajo techo y 440 sentados.
Durante la temporada 1983-84 el estadio fue vendido a la empresa promotora de AC Lloyd aunque el club trataba de comprar el sitio. Planes para construir un nuevo estadio no tuvieron éxito, porque había esfuerzos para mudarse al Edmonscote Athletics Stadium. Como resultado, el club entró en suspensión, con el último partido en el Windmill Ground siendo jugado el 16 de abril de 1988, un empate 2-2 contra Walsall Wood en frente de 500 espectadores. A pesar del estatus del club, un grupo de aficionados compraron terrenos en Harbury Lane en la cercana Whitnash, que fueron convertidos en campos de fútbol desde 1993. Después de ser inaugurada oficialmente como New Windmill Ground, el club comenzó a jugar ahí otra vez en el 2000. Reflectores, asientos y el sistema de PA fueron tomados del Manor Ground de Oxford United. Que cerró en 2001. En julio de 2021, una nueva terraza de 198 asientos fue inaugurada, que lleva el nombre del expresidente Mick Brady.
El club se iba a mudar para un nuevo estadio con una capacidad de 5.000 personas en Europa Way al comienzo de la temporada 2022-23. El terreno fue comprada en enero de 2019 y la construcción esperaba comenzarse en 2020, sin embargo, la construcción ha sido pospuesta, y, a fecha de julio de 2022, la tierra todavía sigue desnuda. El estadio de 6 millones de libras va a incluir una cancha artificial, instalaciones de conferencias y hospitalidad y un gimnasio.

## Afición
La Supporters' Trust liderado por la afición se llama The Brakes Trust, y fue fundada en 2010 siguiendo a una reunión pública en diciembre del 2009.

## Palmarés
- Southern League:
  - Premier Division: 1982-83, 2012-13
  - Division One: 2008-09
  - Copa de Campeones: 1973-74, 1983-84
  - Copa de la Liga: 1973-73, 1983-84
- Midland League: 1964-65
- West Midlands (Regional) League:1961-62, 1962-63
- Midland Alliance:
  - Liga regular: 2006-07
  - Copa de la Liga: 2006-07
  - Joe McGorian Cup: 2007-08

- Midland Combination:
  - Premier Division: 2004-05
  - Division Two: 2001-02

- Birmingham Senior Cup: 1951-52, 1955-56, 1960-61, 1969-70, 1971-72, 2016-17, 2018-19, 2021-22

## Récords
- Mejor desempeño en la FA Cup: Segunda ronda, 1977-78, 1978-79[7]
- Mejor desempeño en la FA Trophy: Cuartos de final, 1983-84[7]
- Mejor desempeño en la FA Vase: Cuartos de final, 2006-07[8]
- Mas apariciones: James Mace, 420[14]
- Mas goles: Josh Blake, 187[15]
- Asistencia record: 
  - Windmill Ground: 3.500 vs Hereford United Reserves, Final de la Birmingham Senior Cup, 1950-51[16]
  - New Windmill Ground: 2.131 vs Coventry City, Amistoso, 2 de julio de 2022